# Nephrotoma fuscipennis
Nephrotoma fuscipennis är en tvåvingeart. Nephrotoma fuscipennis ingår i släktet Nephrotoma och familjen storharkrankar.

## Underarter
Arten delas in i följande underarter:
- N. f. fuscipennis
- N. f. pronotalis
- N. f. triflava